# 許喆
許喆（1885年—？），山西霍州直隸州趙城縣人，畢業於山西西學專齋，宣統三年進士。

## 生平
- 光緒三十四年，於山西西學專齋第四期畢業，取列中等，准作舉人[2]，聘為法政學堂教習。
- 復入專科，宣統三年，經學部考試列優等；八月甲子引見，賞給進士出身[3]。
- 中華民國第二屆國會參議院議員
- 民國十三年九月，任襄垣縣縣長[4]，民國十八年辭職[5]。